# Platysosibia refractaria
Platysosibia refractaria är en insektsart som beskrevs av Ludwig Redtenbacher 1908. Platysosibia refractaria ingår i släktet Platysosibia och familjen Diapheromeridae. Inga underarter finns listade i Catalogue of Life.